# La Fiamma
La fiamma (La llama) es una ópera en tres actos con música de Ottorino Respighi y libreto de Claudio Guastalla que se basa en la obra Anne Pedersdotter, la bruja de Hans Wiers-Jenssen (1908). Se estrenó con éxito considerable el 23 de enero de 1934 en el Teatro Reale dell'Opera de Roma en una representación dirigida por el propio Respighi. La producción fue dirigida por Alessandro Sanine con escenarios de Nicola Benois.

## Historia
Respighi se posicionó como uno de los mejores orquestadores y algunas veces es considerado el único músico italiano de la, normalmente francesa, escuela impresionista. Se dio a conocer de forma amplia en 1916 con su colorido poema sinfónico Fontane di Roma, seguido por Pini di Roma y Feste romane. Estas tres composiciones se consideran un conjunto y frecuentemente son ejecutadas o grabadas de esta manera.
Por mucho tiempo éstas fueron, junto con sus tres Suites Aires y danzas antiguas, sus únicas composiciones conocidas fuera de Italia. Puede resultar sorprendente el poco interés que había en Respighi como compositor de ópera, dado que esta forma de composición está más internacionalmente asociada a los italianos; sin embargo él tuvo la infortuna de ser opacado por el enorme éxito de Puccini, además de ser considerado parte de un grupo conocido como generazione dell'80 (aquellos nacidos alrededor de 1880), los cuales eran etiquetados como una rareza, es decir, compositores italianos que preferían la música orquestal o de cámara a la ópera. Debido a que muchos intelectuales de Italia estaban disgustados con su país al cual tachaban de no poder componer música seria, los músicos de la "generación del 80" tuvieron un motivo más para no componer música para un escenario; no obstante, muchos de ellos lo hicieron. De hecho, Respighi compuso varias óperas, de las cuales, "La Fiamma" es considerada como la más exitosa.
Fiamma, significado del nombre del italiano "fiammetta" que significa: "Brasas Ardientes" Fiamma: Diminutivo del "Fuego". Frase: "El fuego que yace en el corazon, quema como brasas ardientes".

### Orígenes
Embelesado por los hermosos mosaicos bizantinos de los templos en Ravenna, Respighi quiso por mucho tiempo componer una ópera acerca de este tema, pero no existía ningún libreto acerca de este tópico. Cuando el libretista Claudio Guastalla, el libretista con quien más colaboraba Respighi, sugirió una ópera adaptada de la obra teatral Anna Pedersdotter, la Bruja (1908) del dramaturgo noruego Hans Wiers Jenssen, Respighi sintió que podría ser adaptada en un escenario del Medioevo temprano en Ravenna. El resultado de esto fue La Fiamma. 

### Representaciones
La obra tuvo un buen recibimiento en su estreno en la Ópera Real de Roma el 23 de enero de 1934, bajo la batuta del compositor. Pronto, la ópera fue representada en diferentes teatros y casas de ópera de Italia y el extranjero. 
El estreno americano fue seis meses después en el Teatro Colón de Buenos Aires dirigido por el compositor con Claudia Muzio y Carlo Tagliabue, el 11 de julio de 1934. La ópera volvió a representarse en este teatro en 1987.
El estreno en Estados Unidos fue montado en la Chicago Opera al año siguiente del estreno, con Rosa Raisa (quien fue la primera Turandot) en el papel protagónico. La producción fue dirigida por Alessandro Sanine, con escenografía de Nicola Benois. 
Esta ópera rara vez se representa en la actualidad; en las estadísticas de Operabase aparece con solo 1 representación en el período 2005-2010.

## Personajes
| Personaje        | Tesitura     | Elenco del estreno - 23 de enero de 1934 (Concertador: Respighi) |
| ---------------- | ------------ | ---------------------------------------------------------------- |
| Silvana          | Soprano      | Giuseppina Cobelli                                               |
| Basilio          | Barítono     | Carlo Tagliabue                                                  |
| Donello          | Tenor        | Angelo Minghetti                                                 |
| Eudossia         | Mezzosoprano | Eudora Buades D'Alessio                                          |
| Monica           | Soprano      | Laura Pasini                                                     |
| Ágata            | Soprano      | Matilde Arbuffo                                                  |
| Lucilla          | Mezzosoprano | Giuseppina Sani                                                  |
| Zoe              | Mezzosoprano | Anna Maria Mariani                                               |
| Sabina           | Mezzosoprano | Giorgina Tremari                                                 |
| Agnese di Cervia | Mezzosoprano | Angelica Cravcenco                                               |
| Exorcista        | Bajo         | Augusto Romani                                                   |
| Cura             | Bajo         | Pierantonio Prodi                                                |
| Una madre        | Soprano      | Anna Maria Martucci                                              |
| Un clérigo       | Tenor        | Adelio Zagonara                                                  |
| Un trabajador    | Tenor        | Augusto Prot                                                     |
| Coro             | SATB         | Opera Real de Roma                                               |

## Argumento
La trama se basa libremente en la historia de Anne Pedersdotter, una mujer noruega que fue acusada de brujería y quemada en la hoguera en 1590. Sin embargo, Respighi y Guastalla cambiaron el escenario de la ópera a la Rávena del siglo VII. Su cuento melodramático implica el amor ilícito de Silvana, la hija de una bruja, por su hijastro Donello. Cuando su esposo Basilio muere de un ataque al corazón, Silvana es acusada de causar su muerte por brujería y es condenada a muerte.

## Discografía
| Año  | Reparto (Silvana, Donello, Eudossia, Basilio, Agnese, Monica, Obispo)                                                     | Director de Orquesta        | Sello discográfico |
| ---- | --- | --------------------------- | ------------------ |
| 1955 | Mara Coleva, Giacinto Prandelli, Lucia Danieli, Carlo Tagliabue, Maria Teresa Mandalari, Anna Moffo, Nicola Zaccaria      | Francesco Molinari-Pradelli | G.O.P              |
| 1985 | Ilona Tokody, Peter Kelen, Klara Takacs, Sándor Sólyom-Nagy, Tamara Takacs, Katalin Pitti, Kolos Kovács                   | Lamberto Gardelli           | Hungaroton         |
| 1997 | Nelly Miricioiu, Gabriel Sadè, Mariana Pentcheva, David Pittman-Jennings, Cinzia De Mola, Olga Romanko, Paata Burchuladze | Gianluigi Gelmetti          | Agora              |